# Serge de Reshaina
Serge ou Sergius de Reshaina est un prêtre chrétien, médecin, savant et traducteur syrien mort à Constantinople en 536.

## Éléments biographiques
Issu d'une famille aisée, il fit des études de théologie, de philosophie et de médecine à Alexandrie, puis devint prêtre et médecin-chef (ἀρχιατρός) à Théodosiopolis de Syrie, en syriaque Resh 'ayna. Il y fonda une école. La ville se trouvait au cœur de la Syrie monophysite, et Serge adhéra naturellement à cette tendance du christianisme, mais sans aucune exclusive, car il fut en relation avec des savants nestoriens, par exemple l'évêque Théodore de Merv. Il finit par entrer en conflit avec l'évêque monophysite de Théodosiopolis, un certain Ascolios, et en appela contre lui, sans doute en 535, au patriarche d'Antioche Éphrem, qui était un adversaire fanatique des monophysites. Passé dans le camp de l'Église orthodoxe officielle, il fut chargé par le patriarche Éphrem d'une mission auprès du pape Agapet Ier. En Italie commençait la guerre entre les Ostrogoths et les armées de l'empereur Justinien ; pendant l'hiver 535-536, le pape partit pour Constantinople pour s'entremettre, et il emmena Serge avec lui. L'arrivée dans la capitale impériale se fit le 20 février 536 ; Serge mourut brutalement avant le pape Agapet, lequel rendit l'âme le 22 avril de la même année.

## Œuvre
Serge de Reshaina a eu une importante activité de traducteur de textes grecs en syriaque, et il est l'auteur d'œuvres originales en syriaque dans les domaines de la théologie, de la philosophie, de la médecine et de l'astronomie-astrologie.
Serge fut d'abord le traducteur en syriaque des traités du pseudo-Denys l'Aréopagite. Cette traduction est accompagnée dans plusieurs manuscrits des scholies de Phocas Bar Sargi d'Édesse (VIIIe siècle). Serge a fait précéder cette traduction d'une dissertation Sur la vie spirituelle, où se fait sentir fortement l'influence d'Évagre le Pontique, ce qui rend très vraisemblable l'affirmation du mystique nestorien Joseph Hazzaya (VIIIe siècle), selon laquelle il aurait également traduit les Centuries gnostiques d'Évagre.
Dans le domaine de la philosophie profane, Serge s'est intéressé surtout à la logique aristotélicienne. Son œuvre principale en ce domaine est un commentaire des Catégories en sept livres. Il a également laissé des traités intitulés Les causes de l'univers selon les principes d'Aristote et Sur le genre, l'espèce et l'individu. Certains lui attribuent, sans certitude, des versions syriaques des Catégories, de deux traités pseudo-aristotéliciens Du monde et De l'âme, et de l'Isagogè de Porphyre. Il tenait que « l'origine, le commencement et le principe de tout savoir fut Aristote, non seulement pour Galien et pour les autres médecins comme lui, mais aussi pour tous les auteurs appelés philosophes qui vinrent après lui. [...] Il n'y a pas de voie ni de chemin vers toutes les sciences pour les capacités de l'homme sinon grâce à l'apprentissage de la logique ». Il est l'un des rares Syriens de cette époque à s'intéresser à Aristote pour lui-même, et non comme un simple instrument pour la théologie et l'exégèse.
Il existe six traductions en syriaque de traités de philosophie morale qui pourraient bien être de Serge : trois de Plutarque (Sur la guérison de la colère, Sur le profit qu'on peut tirer de ses ennemis, Sur la pratique de la morale) ; un de Lucien (Qu'il ne faut pas se fier à la légère à la calomnie) ; deux de Thémistios (Sur l'amitié et Sur la vertu, non conservés dans la version originale grecque).
En médecine, on lui attribuait la traduction en syriaque de trente-sept ouvrages de Galien et douze d'Hippocrate. Il reste (venant directement de lui) trois livres du Traité des simples de Galien. Ces traductions furent révisées au IXe siècle par Hunayn ibn Ishaq (qui se montra parfois assez critique sur leur qualité). Au IXe siècle également, elles furent elles-mêmes traduites en arabe (par Hunayn ibn Ishaq et d'autres), et les savants arabes des siècles suivants étaient toujours conscients du rôle joué par Serge dans cette transmission.
Enfin on garde aussi de lui deux traités d'astronomie-astrologie : Sur l'influence de la lune selon les astrologues (en fait développement à partir du traité Sur les jours critiques de Galien) et Sur le mouvement du soleil.

## Éditions des textes
- Polycarp Sherwood (éd.), Traité sur la vie spirituelle, texte syriaque et traduction française, dans L'Orient syrien 5 (1960), p. 433-457, et 6 (1961), p. 95-115 et 121-156.
- Eduard Sachau (éd.), Inedita Syriaca (Calumniæ non temere credendum traduit de Lucien, p. 1-16, De virtute traduit de Thémistios, p. 17-47, De amicitia traduit de Thémistios, p. 48-65, Ars curandi traduit de Galien, p. 88-94, De ciborum virtutibus  traduit de Galien, p. 94-97, De influxu lunæ juxta mentem astrologorum, p. 101-124, De motu solis, p. 125 sqq.), texte syriaque, Vienne (Autriche), 1870.

## Études
- Anton Baumstark, Lucubrationes Syro-Græcæ (dissertation), dans Jahrbücher für classische Philologie, Supplementband 21, Leipzig, 1894, p. 353-524 (spéc. 358-384).
- Henri Hugonnard-Roche, Aux origines de l'exégèse orientale de la logique d'Aristote: Sergius de Resh'aina († 536), médecin et philosophe, in Journal Asiatique, 277 (1989) pp. 1–17.
- Hugonnard-Roche, Note sur Sergius de Resh'aina, traducteur du grec en syriaque et commentateur d'Aristote, in The Ancient Tradition in Christian and Islamic Hellenism. Studies on the Transmission of Greek Philosophy and Sciences, dedicated to H.J. Drossaart Lulofs, éd. par G. Endress and R. Kruk, Leiden, 1997, pp. 121–143.
- Henri Hugonnard-Roche, Comme la cigogne au désert. Un prologue de Sergius de Resh'ayna à l'étude de la philosophie aristotélicienne en syriaque, in Langages et philosophie. Hommage à Jean Jolivet, éd. par A. de Libera, A. Elamrani-Jamal, A. Galonnier, Paris, Vrin, 1997 (Etudes de philosophie médiévale, LXXIV), pp. 79–97.
- Henri Hugonnard-Roche, Les Catégories d'Aristote comme introduction à la philosophie, dans un commentaire syriaque de Sergius de Resh'aina († 536), in  Documenti e studi sulla tradizione filosofica medievale, 8 (1997), pp. 339–363.
- Henri Hugonnard-Roche, La logique d'Aristote du grec au syriaque. Etudes sur la transmission des textes de l'Organon et leur interprétion philosophique, Paris, Vrin, 2004.
- Polycarp Sherwood, Sergius of Reshaina and the Syriac Versions of the Pseudo-Denis, Sacris Erudiri 4, 1952, pp. 174–184.